# Rhinochimaera africana
Rhinochimaera africana е вид химер от семейство Rhinochimaeridae.

## Разпространение и местообитание
Видът е разпространен в Китай, Мозамбик, Провинции в КНР, Тайван, Южна Африка и Япония.
Обитава океани и морета. Среща се на дълбочина от 520 до 1415 m, при температура на водата от 3,5 до 5,5 °C и соленост 34,4 – 34,8 ‰.